# Gladiolus sericeovillosus
Gladiolus sericeovillosus es una especie de gladiolo que se encuentra en Sudáfrica.    

## Descripción
Gladiolus sericeovillosus es una planta herbácea perennifolia, geofita que alcanza un tamaño de 0.5 - 1.1 m de altura. Se encuentra a una altitud de  60 - 1980 metros en Sudáfrica.

## Taxonomía
Gladiolus sericeovillosus fue descrita por Joseph Dalton Hooker y publicado en Botanical Magazine 90: , pl. 5427. 1864.
Etimología
Gladiolus: nombre genérico que se atribuye a Plinio y hace referencia, por un lado, a la forma de las hojas de estas plantas, similares a la espada romana denominada "gladius". Por otro lado, también se refiere al hecho de que en la época de los romanos la flor del gladiolo se entregaba a los gladiadores que triunfaban en la batalla; por eso, la flor es el símbolo de la victoria.
sericeovillosus: epíteto latíno que significa "con pelos sedosos"
Variedad aceptada
- Gladiolus sericeovillosus subsp. calvatus (Baker) Goldblatt

Sinonimia
- Antholyza hirsuta Klatt
- Gladiolus ludwigii (Pappe ex Baker) Baker
- Gladiolus ludwigii var. ludwigii[6][7]